# Stuifzandstapelbekertje
Stuifzandstapelbekertje (Cladonia verticillata) is een korstmossoort uit de familie Cladoniaceae.

## Determinatie
Het primaire thallus bestaat uit vrij grote grondschubben die een lengte bereiken van 7 mm lang. Ze zijn grijsgroen van kleur en hebben vaak ook blauwachtige tinten. De podetiën zijn bekervormig, gemarmerd grijsgroen of grotendeels bruin aangelopen. De kenmerkende kleurreactie is P+ rood.

## Ecologie
Stuifzandstapelbekertje is een psammofiele pioniersoort die uitsluitend voorkomt in zure, oligotrofe milieus. Het komt vrijwel uitsluitend voor in zandverstuivingen en in stuifplekken van droge heiden.